# Ceteris paribus
Ceteris paribus eller caeteris paribus är en latinsk term som betyder "allt annat förändras lika" eller "allt annat hålls konstant". I svenskan används numera i allmänhet "allt annat lika", och även i exempelvis modern engelska används ofta en motsvarande översättning till engelska. Det latinska uttrycket är ett exempel på en absolut ablativ. Uttrycket används bland annat ofta inom nationalekonomi i argumentation när man försöker isolera inverkan av en enskild variabel inom en ekonomisk modell som omfattar flera variabler. I texter där det latinska uttrycket är vanligt förkortas det ofta till cp.
Det antas exempel inom ekonomisk teori ofta att priset på nötkött kommer att gå upp ifall tillgången på detsamma minskas – ceteris paribus. Om tillgången i en konkret situation minskats på grund av ett utbrott av galna ko-sjukan lett till nödslakt och att kött kasserats, så kanske priset ändå sjönk i stället för att stiga. Man kan då försöka att analysera prisändringen som en sammantagen effekt av två oberoende skeenden:
1. Om utbudet hade minskat utan att något annat hade ändrats, så skulle priset ha gått upp (litet).
2. Om utbrottet av galna ko-sjukan inträffat (och uppgifter om detta spridits av massmedier) utan att utbudet av nötkött ändrats, så skulle priset ha gått ned (ganska mycket), därför att många skulle bli ovilliga att köpa liket mycket nötkött som förut.

Man tänker sig sedan att den faktiska prisändringen varit summan av effekterna av dessa två ceteris paribuseffekter.